# Лазовское сельское поселение
Лазовское се́льское поселе́ние — сельское поселение в Лазовском районе Приморского края.
Административный центр — село Лазо.

## История
Статус и границы сельского поселения установлены Законом Приморского края от 9 августа 2004 года № 136-КЗ «О Лазовском муниципальном районе»

## Население
| 2007  | 2008  | 2010  | 2011  | 2012  | 2013  | 2014  |
| ----- | ----- | ----- | ----- | ----- | ----- | ----- |
| 4039  | ↗4056 | ↘3748 | ↘3721 | ↘3645 | ↘3601 | ↘3524 |
| 2015  | 2016  | 2017  | 2018  | 2019  | 2020  |       |
| ↘3476 | ↘3462 | ↘3427 | ↘3320 | ↗3391 | ↘3344 |       |

## Состав сельского поселения
В состав сельского поселения входят 4 населённых пункта:
| № | Населённый пункт | Тип населённого пункта       | Население |
| - | ---------------- | ---------------------------- | --------- |
| 1 | Зелёный          | село                         | ↘0        |
| 2 | Кишинёвка        | село                         | ↘160      |
| 3 | Лазо             | село, административный центр | ↘2964     |
| 4 | Старая Каменка   | село                         | ↘154      |

## Местное самоуправление
Администрация
Адрес: 692980, с. Лазо, ул. Советская, 41. Телефон: 8 (42377) 91-8-36
Глава администрации
- Истомин Валерий Иванович